# Bogusław Bokiej
Bogusław Bokiej herbu własnego (zm. 22/23 grudnia 1697 roku) – cześnik grodzieński w latach 1688-1697.
W 1697 roku był elektorem Augusta II Mocnego z województwa trockiego.